# Channigappanapalya, Tumkur
Channigappanapalya là một làng thuộc tehsil Tumkur, huyện Tumkur, bang Karnataka, Ấn Độ.